# Majka z Kosmosu
Majka z Kosmosu / Spadła z obłoków (słow. Spadla z oblakov) - 13-odcinkowy serial dla dzieci produkcji czechosłowackiej z 1978 roku.
Scenariusz filmu powstał na podstawie książki czeskiego pisarza Václava Borovički Spadla z nebe z 1967 roku. Książka nadal cieszy się dużą popularnością. Ostatnie jej wydanie pochodzi z roku 2000 (ISBN 80-7214-365-4).

## Fabuła
Mała kosmitka z planety Gurun ląduje na Ziemi w miejscu o współrzędnych geograficznych 49°N 19°05'E w pobliżu fikcyjnej słowackiej miejscowości Čabovce. Spotyka tam grupę dzieci, które nadają jej imię Majka i zaprzyjaźnia się z nimi. Dziewczynka ma encyklopedyczną wiedzę na temat naszej planety lecz nie rozumie ludzkich zachowań i emocji, dlatego dzieci starają jej się je wyjaśnić. Ma również tajemniczy pas z kryształami, które umieszczone w odpowiednich miejscach pasa dają jej paranormalne możliwości latania, duplikowania przedmiotów itp. Umiejętności te wykorzystywane dla rozrywki dzieci ściągają na nią uwagę tajnych służb. Agenci próbując ją pojmać niszczą źródło jej energii, przez co Majka zmuszona jest opuścić dzieci i powrócić na swoją planetę, obiecując im jednakże, iż powróci. Zakończenie filmu różni się od wersji książkowej, w której Majka umiera.

## Obsada
- Majka - Zuzana Pravňanská
- Karol - Matej Landl
- Katka - Svetlana Majbová
- Slavo - Ľubor Čajka
- Babka - Mária Hájková
- Valko - František Zvarík
- Emil - Petr Scholtz
- Fero - Pavol Lazar
- Igor - Roman Kudrna
- Doktor - Václav Babka
- Kvašňák - Ján Kramár
- Dedič - Karol Polák
- Jirko - Michal Suchánek

## Nazwy serialu w innych językach
Serial był nadawany w kilku innych krajach (po raz pierwszy w 1981 w Norwegii) pod różnymi nazwami:
- rosyjski: Приключения в каникулы
- niemiecki: Sie kam aus dem All
- angielski: She Came Out of the Blue Sky
- norweski (nynorsk): Majka – jenta frå verdsrommet
- wietnamski: Maika - Cô Bé Từ Trên Trời Rơi Xuống
- węgierski: Csillagok küldötte
- bułgarski: Паднала от облаците
- hiszpański: Mayka, La Niña del Espacio